# ジャックローズ
ジャックローズ（JACKROSE）は、東京都渋谷区神宮前（旧プロペラ通り）や「109MEN'S」（渋谷区）などに店舗を展開するセレクトショップのファッションブランドである。
『Men's egg』、『MEN'S KNUCKLE』をはじめとする日本のファッション雑誌に掲載されている。お兄系だけで使えるアイテムだけでなく幅広いジャンルに対応できる商品を揃える。カジュアルやロック、バイカーテイストの商品もある。